# Mozaïek van Bacchus en de panter
Het Mozaïek van Bacchus en de panter (Frans: Mosaïque de Bacchus à la Panthère) is een mozaïek dat in Lyon gevonden is en sinds 1975 deel uitmaakt van de collectie van het museum Lugdunum in die stad.

## Geschiedenis
Het mozaïek werd in de zomer van 1911 ontdekt op de binnenplaats van het klooster Clos du Verbe Incarné op heuvel Fourvière in Lyon. Andere mozaïeken die in 1835 en in 1911-1913 op deze plek zijn ontdekt, lijken allemaal afkomstig te zijn uit één grote, luxueuze villa. Het mozaïek lag ongeveer anderhalve meter onder de grond op een laag gebroken bakstenen en kalk van 10 tot 12 cm dik. Deze laag bedekte een ouder plaveisel van grote gele vierkanten. Op een foto die werd gemaakt toen het werd ontdekt, is te zien dat delen van het mozaïek beschadigd waren of zelfs volledig verloren gegaan. In het centrale motief waren de kop en het lichaam van de panter beschadigd, maar hun omtrek was behouden gebleven.  
Vanwege de artistieke kwaliteit werd het mozaïek door de gemeente Lyon gekocht. Het werd van zijn ondergrond losgemaakt door de mozaïekkunstenaar Claudius Mora, die het restaureerde en de ontbrekende delen invulde op basis van de symmetrie van het geometrische ontwerp. Burgemeester Édouard Herriot besloot het kunstwerk in het Natuurhistorisch Museum Guimet tentoon te stellen in plaats van in het Museum voor Schone Kunsten. In 1975 werd het overgebracht naar het museum Lugdunum.

## Voorstelling
Het vierkante mozaïek bestaat uit tesserae van kalksteen, marmer en glas met zijden van circa 1 cm. In de figuratieve voorstellingen zijn ze kleiner. 
De compositie met afbeeldingen in vierkanten die worden begrensd door geometrische achtergrondpatronen, is kenmerkend voor Gallo-Romeinse mozaïeken uit het vroege keizerrijk. De rand, die deels is gereconstrueerd, bestaat uit een gevlochten draad op een zwarte achtergrond afgezet met witte lijnen. Daarbinnen vormen twee vergelijkbare draden een klassieke geometrische compositie met grote swastika's die ruimte laat voor vijf vierkanten. De hoekpanelen zijn versierd met voorstellingen van de seizoenen, waarvan er slechts twee bewaard gebleven zijn, terwijl op het centrale vierkant Bacchus en zijn panter afgebeeld zijn.
De combinatie van Bacchus en de seizoenen is een klassiek thema in de Romeinse mozaïekkunst uit de tijd van het keizerrijk, dat de voortdurende vernieuwing van de natuur symboliseert. Op een zwarte achtergrond leunt Bacchus tegen een liggende panter. Hij heeft een kroon van klimop of wijnranken op zijn hoofd en op zijn heupen een mantel. In zijn rechterhand houdt hij een thyrsus vast, zijn linkerarm leunt op de nek van de panter. Het dier houdt een tamboerijn tussen zijn poten.
De lente wordt gesymboliseerd door een jonge man of vrouw met lang krullend haar dat op zijn plaats gehouden wordt door een bloemenkrans en over één blote schouder valt, terwijl de andere bedekt is met een mantel. De winter wordt weergegeven als een vrouw met een gesluierd hoofd, die een kroon van groenachtig riet draagt en gekleed is in een lichtgele tuniek die tot aan haar halslijn reikt. 

## Afbeeldingen

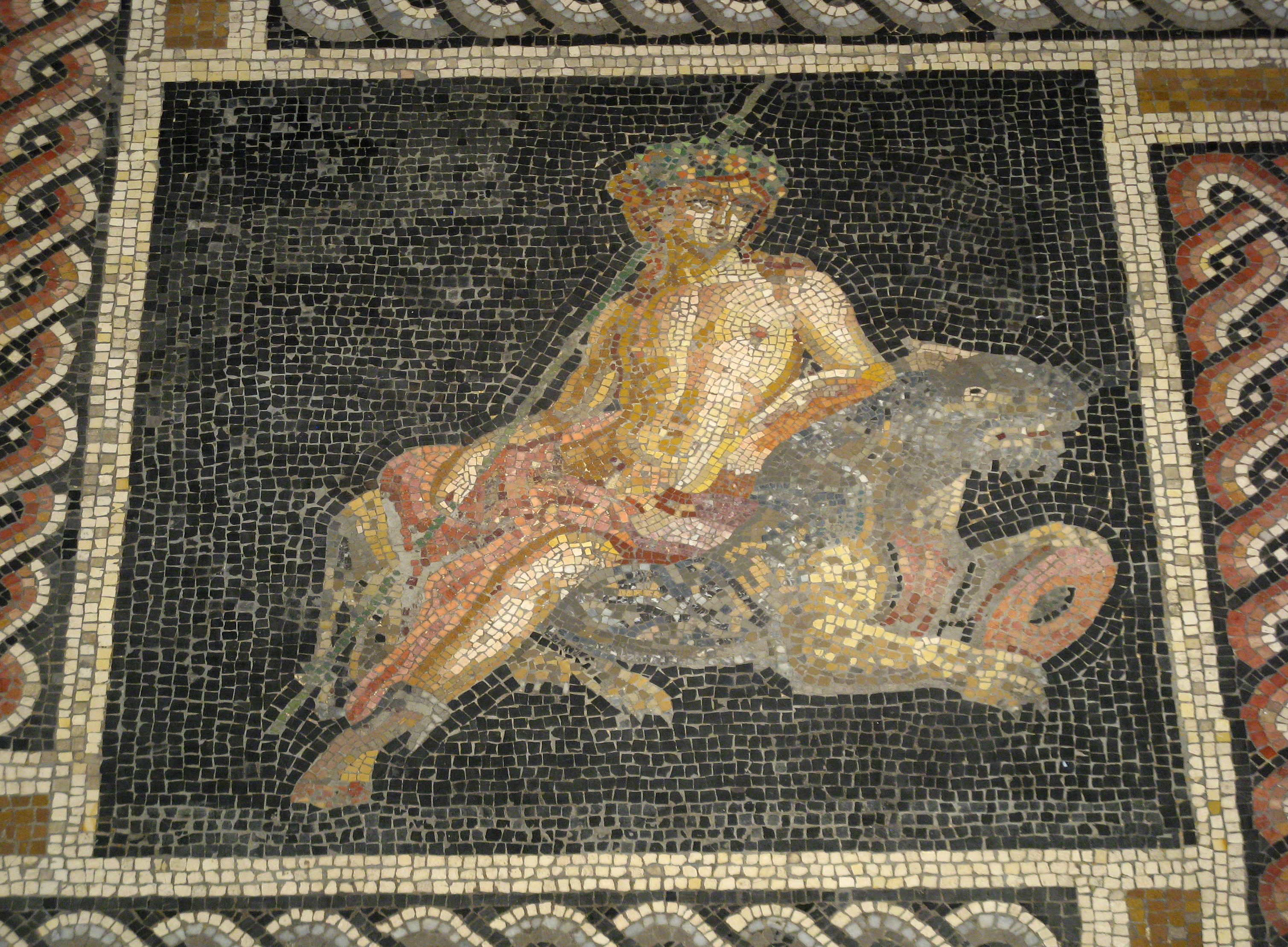
Bacchus en de panter
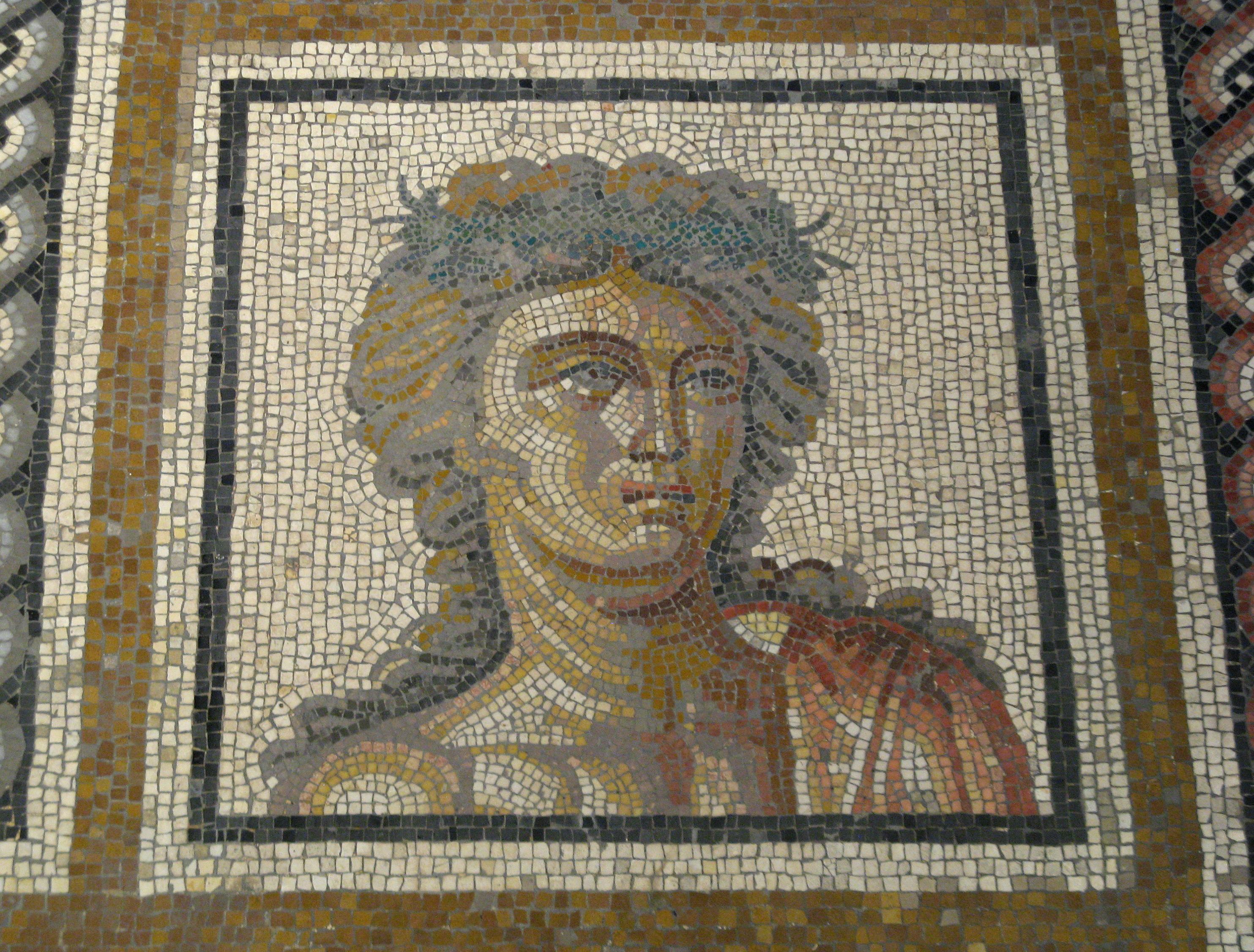
Lente
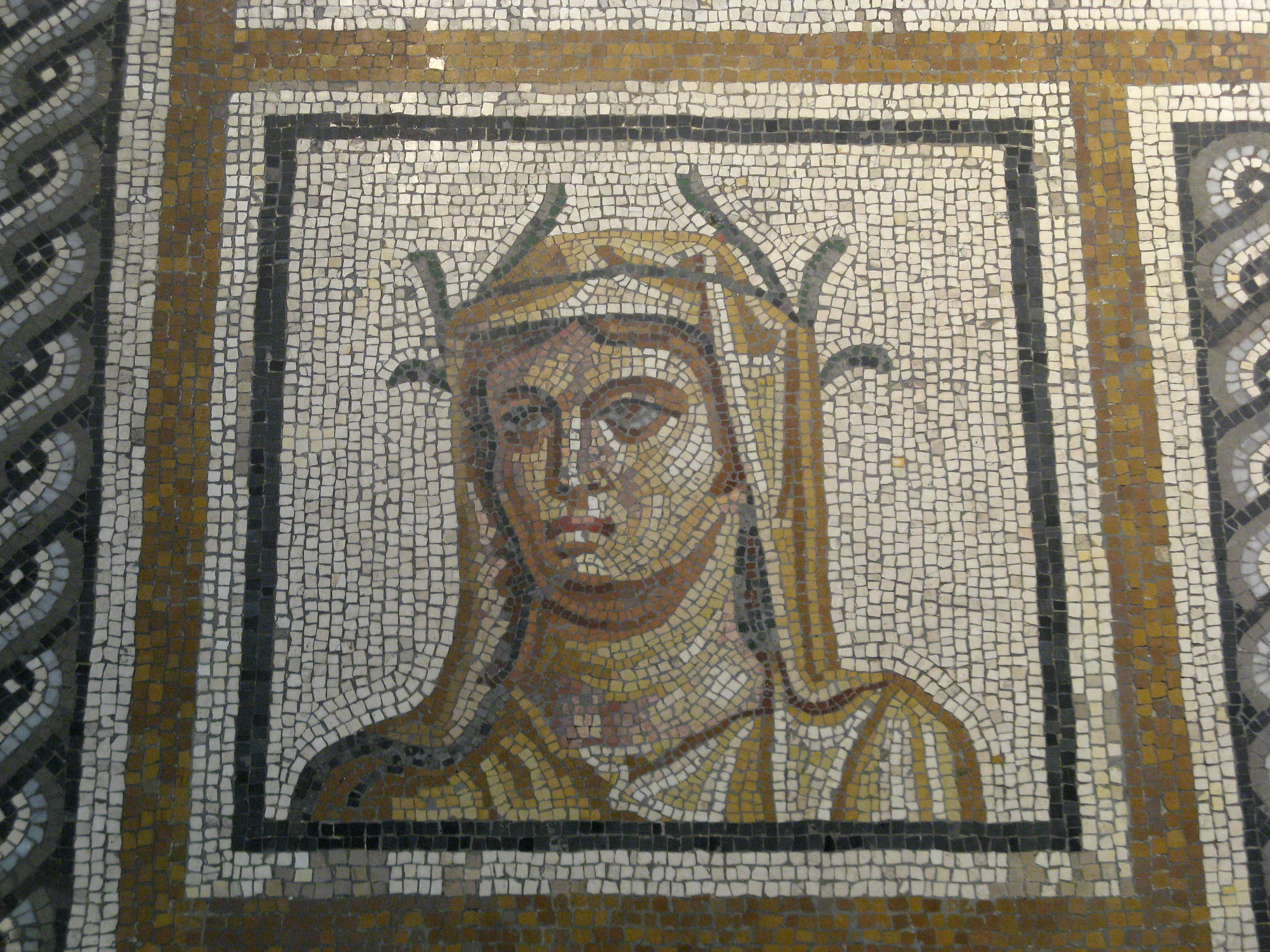
Winter